# Superestrutura (engenharia)
Na engenharia, a superestrutura ou supraestrutura é parte superior de uma estrutura acima de uma linha de referência.

## Definições

### Engenharia Civil

#### Edificações
Nas edificações, a superestrutura designa-se por ser a estrutura acima ao solo, composta por seus elementos horizontais (como lajes e vigas) e verticais (como colunas e pilares), que suportam as cargas e as transmitem para a infraestrutura, composta pelas fundações (como viga baldrame, alicerce, sapata ou estaca). Alguns autores definem mesoestrutura como sendo à parte da superestrutura.

#### Pontes e Viadutos
Diferentemente das edificações, a superestrutura é constituída respectivamente por tabuleiro, transversinas e longarinas, sendo estes os elementos de suporte do estrado por onde se trafega pessoas, automóveis ou trens. A mesoestrutura por sua vez é estrutura constituída por aparelhos de apoio, vigas, pilares e blocos de estaca.

### Engenharia Naval

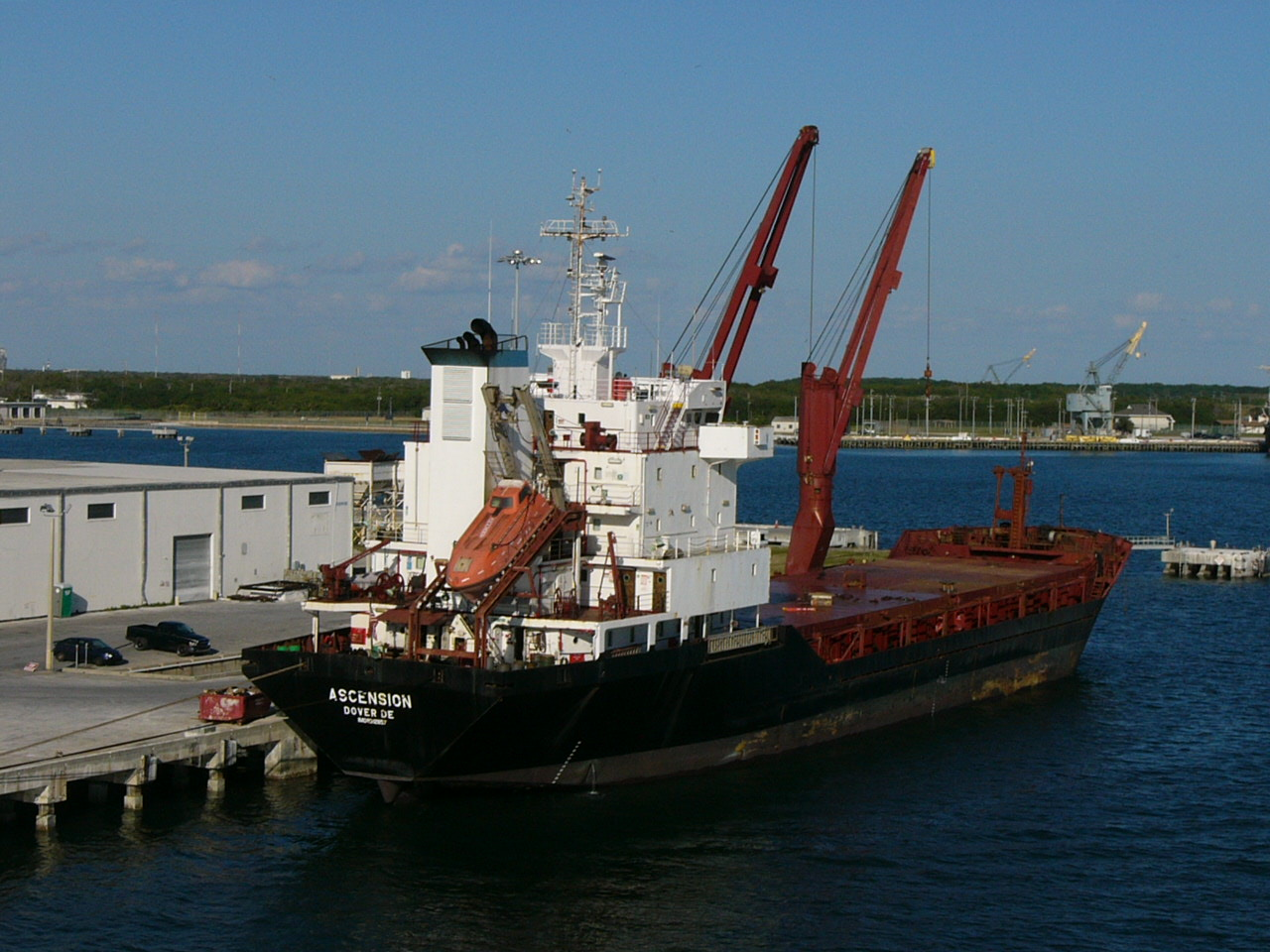
Navio cargueiro com a superestrutura instalada à popa.

Na engenharia naval a superestrutura designa-se por ser a estrutura acima do convés principal de uma embarcação, com suas laterais não mais distantes do que 4% do costado em relação à boca. Se as laterais estiverem a uma distância superior, passa a se chamar casaria, local designado para a instalação de camarotes, cozinha, banheiros e outras dependências.